# Черкесский
Черкесский — хутор в Орловском районе Ростовской области.
Входит в состав Пролетарского сельского поселения.

## География

### Улицы
| - пер. Октябрьский, - пер. Степной, - пер. Февральский, - пер. Центральный, - пер. Школьный, - пер. Южный, | - ул. Закавказская, - ул. Молодёжная, - ул. Северная, - ул. Транспортная. |

## Население
| 2010 |
| ---- |
| 586  |

## Достопримечательности
Территория Ростовской области была заселена ещё в эпоху неолита. Люди, живущие на древних стоянках и поселениях у рек, занимались в основном собирательством и рыболовством. Степь для скотоводов всех времён была бескрайним пастбищем для домашнего рогатого скота. От тех времен осталось множество курганов с захоронениями жителей этих мест. Курганы и курганные группы находятся на государственной охране.
Поблизости от территории хутора Черкесского Орловского района расположено несколько достопримечательностей — памятников археологии. Они охраняются в соответствии с Федеральным законом от 25.06.2002 N 73-ФЗ «Об объектах культурного наследия (памятниках истории и культуры) народов Российской Федерации», Областным законом от 22.10.2004 N 178-ЗС «Об объектах культурного наследия (памятниках истории и культуры) в Ростовской области», Постановлением Главы администрации РО от 21.02.97 N 51 о принятии на государственную охрану памятников истории и культуры Ростовской области и мерах по их охране и др.
- Курганная группа «Черкесский I» (2 кургана). Находится на расстоянии около 1,7 км к северо-востоку от хутора Черкесского.
- Курганная группа «Черкесский II» (2 кургана). Находится на расстоянии около 700 метров к юго-западу от хутора Черкесского.
- Курган «Черкесский III». Находится на расстоянии около одного километра к югу от хутора Черкесского.
- Курган «Черкесский IV». Находится на расстоянии около 1,5 км к юго-западу от хутора Черкесского[3].